# Mocovís
Els mocovís (Moqoit) són un poble indígena de l'Argentina que viuen al Chaco i a Santa Fe. Es van separar del grup guaykurú (nom que els guaranís donaven despectivament a les ètnies del Gran Chaco). Parlen una llengua (anomenada mocoví) de la família lingüística mataco-guaycurú. Els mocovís són uns vint mil però menys de la meitat parlen la seva llengua.
A través de la Llei 6781, sancionada per la Cambra de Diputats el 20 d'abril de 2011, amb 21 vots a favor, es va reconèixer a la bandera indigenista “wiphala” com emblema dels pobles originaris d'Amèrica. Es va establir que la bandera podria ser adoptada per les ètnies del territori de la província del Chaco, fins que en el Congrés Indigenista defineixi la Bandera Indígena Argentina, que representi a totes les comunitats indígenes del país. Un dels autors de la proposta, la diputada Alicia Mastandrea, del bloc d'Alianza, va recalcar que no es tractava d'una bandera exclusiva de les ètnies de la província del Chaco, sinó que és un “emblema dels pobles originaris d'Amèrica”.
Per respondre a una antiga petició de les comunitats moqoits, el regidor municipal Ricardo Felipe Roszezuk, del "Frente Chaco Merece Más" de la ciutat de Villa Ángela, va ocupar temps o treball, consultant als antics pobladors d'aquesta comunitat, que en forma conjunta van anar delineant el perfil de la seva bandera. Per consegüent  després d'un treball molt acurat, tenint en compte els orígens, les creences i la història, es va anar donant forma a la que després seria la seva bandera. Es va construir pel centenari de la ciutat de Villa Àngela que es va complir el 24 de maig de 2010.
Els colors són el negre, vermell, blau cel, blanc i verd, en proporció 4:1:3:3:5. El sol groc se situa a la franja blava i a la verda hi ha quatre elements propis: el nyandú, un gerro o atuell, un arbre i les estrelles de la creu del sud. El negre representa una etapa intermèdia entre el temps de la foscor, de la incertesa, i de la vida nòmada, que provoca la invasió del blanc iniciant un període difícil pels mocovís. El vermell representa la sang vessada en el xoc contra els colonitzadors, i tot el patiment causat, continuant encara amb governs argentins com el de Roca que eleva el sofriment. El blau cel representa l'etapa en què les ferides es curen i es van tancant sota governs menys agressius, i per això el sol es col·loca entre els dos colors perquè segons la tradició l'astre pot fer canviar els pensaments hostils i aportar la pau; el blau cel també representa la bandera de l'estat del qual forma part el poble mocoví igual que el següent color, el blanc. I el verd representa l'espai fonamental de la naturalesa pura i l'equilibri, el suport en temps ancestrals, respectant aquests recursos com a divins (muntanya, aigua i espai natural) sense límits ni fronteres, però amb respecte i cura. El sol (ra'aasà) és considerat el centre de la vida i és la llum que venç l'obscuritat i permet a l'home actuar amb claredat i transformar la ment; representa també la proximitat simbolitzada en el setembre quan comença l'època de floració, prosperitat i obtenció de recursos naturals, en oposició a la llunyania i la carència de recursos. El nyandú (Mañic) és considerada una de les aus que comparteix el passat i el present del poble mocoví i s'emprava per menjar, en medicina i altres usos, formant part dels mites i creences de la nació; l'atuell (no'xona) és utilitzat per conservar aigua i aliments i com decoració artesanal; l'arbre garanagto (Vacqaic) és característic de la regió i indica en florir l'arribada de l'any nou o de la primavera, perfumant les muntanyes. Finalment la creu del sud (Nachishinaxanaxat) equival a una brúixola natural junt amb altres constel·lacions, i era la guia ancestral del poble en les seves marxes, i en la interpretació de situacions de la naturalesa, sent un mite de la cultura mocoví.